# Zürich (stad)

Logo

Zürich (Zwitserduits: Züri, Italiaans: Zurigo, Reto-Romaans: Turitg, Latijn: Turicum) is de grootste stad van Zwitserland en is hoofdstad van het kanton Zürich. Het gebied was aan het begin van de Christelijke jaartelling al bewoond. Zürich is het financieel en economisch centrum van Zwitserland. Alle belangrijke banken hebben in de stad een vestiging. De Zwitserse beurs is hier gevestigd en het is de handelsplaats voor goud in de wereld.
Zürich staat ook bekend als plaats voor vrijdenkers. Lenin verbleef hier in de tijd voor de revolutie in Rusland, en het dadaïsme is hier ontstaan. Zowel de Ierse schrijver James Joyce als de Duitse Nobelprijswinnaar Thomas Mann liggen in Zürich begraven. Op cultureel gebied zijn er vele musea. Met name het Kunsthaus heeft een breed erkende collectie.
Belangrijke gebouwen zijn de Grossmünster, het Kunsthaus Zürich, de ETH en Universiteit en het Heidi Weber Haus van de Zwitserse architect Le Corbusier.
Het grootste jaarlijks terugkerende evenement is de Street Parade, op de tweede zaterdag in augustus.

## Ligging en stadsbeeld
Zürich is gelegen aan het noordwestelijke uiteinde van het Meer van Zürich (Zürichsee). Op dit punt verlaat de rivier de Limmat het meer en begint het brede Limmatdal. Zürich ligt hier ingeklemd tussen de Uetliberg op de linkeroever en de Zürichberg op de rechteroever. Ongeveer 1,5 km na het begin voegt de rivier de Sihl zich bij de Limmat. Bij helder weer zijn vanuit de stad en vanaf omliggende heuvels de Alpen duidelijk zichtbaar.

## Geschiedenis
In de vroege middeleeuwen was Zürich nauw gelieerd aan het hertogdom Zwaben en twee geestelijke stichtingen van de Duitse koningen (de Grossmünster en de Fraumünster). Na het verval van het gezag van het hertogdom en het uitsterven van het geslacht der Zähringers, verkreeg Zürich in 1262 de titel rijksstad. Hoewel dit in feite een verregaande onafhankelijkheid van de stad betekende kon Zürich zich pas in 1648 van het Heilige Roomse Rijk losweken.
De ontwikkelingen in Zürich zelf werden vanaf 1336 gezamenlijk geleid door de stadsadel en de gilden (Zünfte). In 1351 sloot Zürich zich aan bij het Zwitserse Eedgenootschap om zich te weren tegen de ambities van de Habsburgers. Samen met Bern nam Zürich het voortouw binnen de nog jonge statenbond. In 1519 nam Huldrych Zwingli de geestelijke leiding in de stad in de hand, waarmee Zürich  een centrum van de Reformatie werd.
In de omliggende gebieden veroverde en verwierf de stad Zürich vele gebieden die tot aan de Franse bezetting in 1798 ondergeschikt bleven aan de stad. Het Franse bestuur voegde stad en landelijke gebieden samen tot het nieuwe kanton Zürich. Een korte restauratie van de stedelijke overheersing na het einde van het napoleontische tijdperk kon niet voorkomen dat Zürich uiteindelijk slechts hoofdstad werd van het gelijknamige kanton.
De opmars van Zürich als economisch centrum van Zwitserland begon reeds met de textielindustrie in de 18e en 19e eeuw. Vanaf 1846 werd de leidende economische rol van Zürich uitgebreid naar de financiële en dienstverlenende sector door de oprichting van talrijke banken en verzekeringsbedrijven. In de tweede helft van de 19e eeuw begon een bouwgolf die Zürich van een kleine stad in een metropool verandert. Aanvankelijk beperkte de groei zich tot bouwwerkzaamheden in het centrum. Maar in 1893 en 1935 werden 20 landelijke gemeenten bij de stad gevoegd, waardoor de groei zich ook naar buiten de oude stad kon uitbreiden.
In 1859 werd in Zürich het Verdrag van Zürich onderhandeld tussen Frankrijk, Piëmont-Sardinië en Oostenrijk.
In de 20e eeuw was Zürich politiek in de ban van de arbeidersbeweging. Al vóór de nationale staking van 1918 waren er confrontaties tussen de gegoede burgerij en arbeiders. In het interbellum was het "Rode Zürich" een uithangbord voor de bestuurlijke kwaliteiten van de sociaaldemocratie. In 1939 werd in Zürich de landstentoonstelling gehouden, die in het teken stond van de geestelijke weerstand tegen nazi-Duitsland. In 1943 werd de burgemeester (Stadtpräsident) van Zürich Ernst Nobs het eerste sociaaldemocratische lid van de regering (Bundesrat).
Op 28 februari 1848 waren er drie kandidaatsleden om bondsstad van Zwitserland te worden. Naast Zürich waren de kandidaten Luzern en de uiteindelijke winnaar Bern. De reden dat Zürich niet als bondsstad gekozen is, heeft te maken met het feit dat men bang was dat Zürich dan te veel macht zou krijgen.
Na de Tweede Wereldoorlog blijft Zürich een podium voor protestbewegingen, zoals die rond de Globus-rellen in 1968 en de jeugdonrust in 1980. De dag van de Arbeid leidde in de jaren zeventig en tachtig soms ook tot gewelddadige botsingen tussen politie en linkse/autonome demonstranten.

## Bevolking
Zürich telt 427.721 inwoners (2025). Hiervan is 30% van niet-Zwitserse afkomst. De bevolking van Zürich vertegenwoordigt ongeveer 170 nationaliteiten. Duitsers, Fransen en Italianen maken de grootste buitenlandse bevolkingsgroepen uit.

## Bezienswaardigheden
- De kerken Grossmünster en Fraumünster met o.a. vijf glas-in-loodramen van Marc Chagall
- De Hardturm, het oudste gebouw van de stad
- Dierentuin

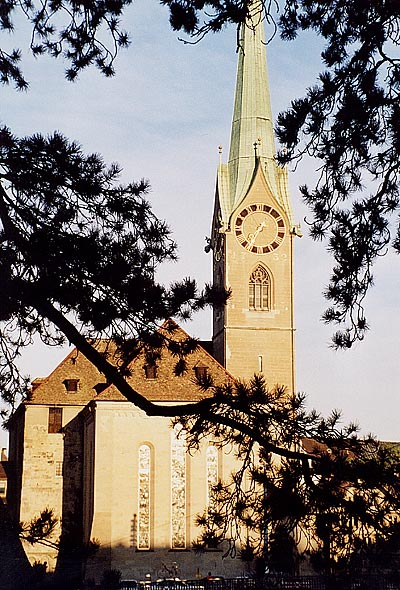
De Fraumünster-kerk
Zicht over het centrum
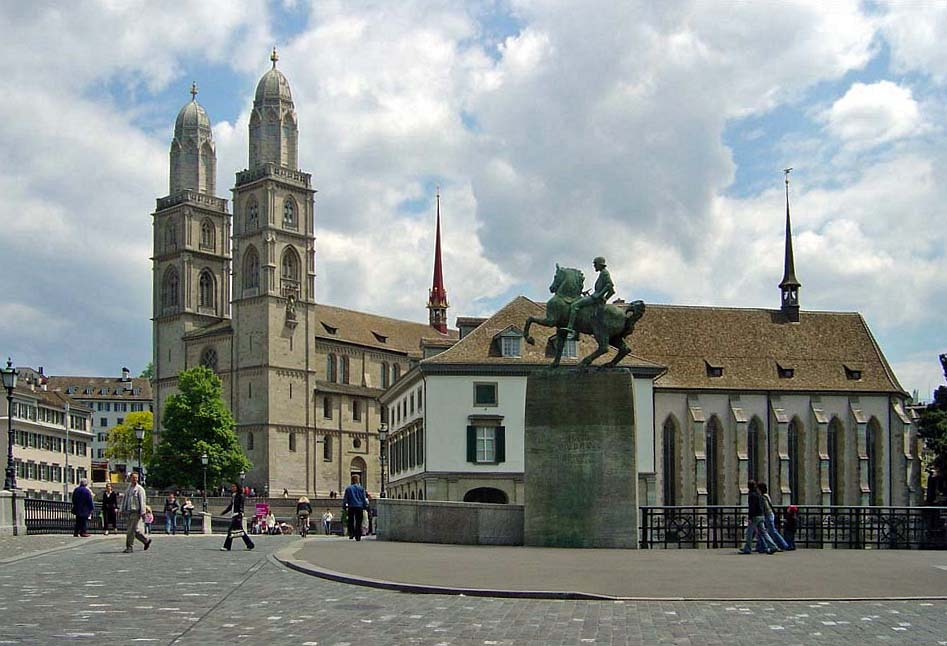
Grossmünster-kerk
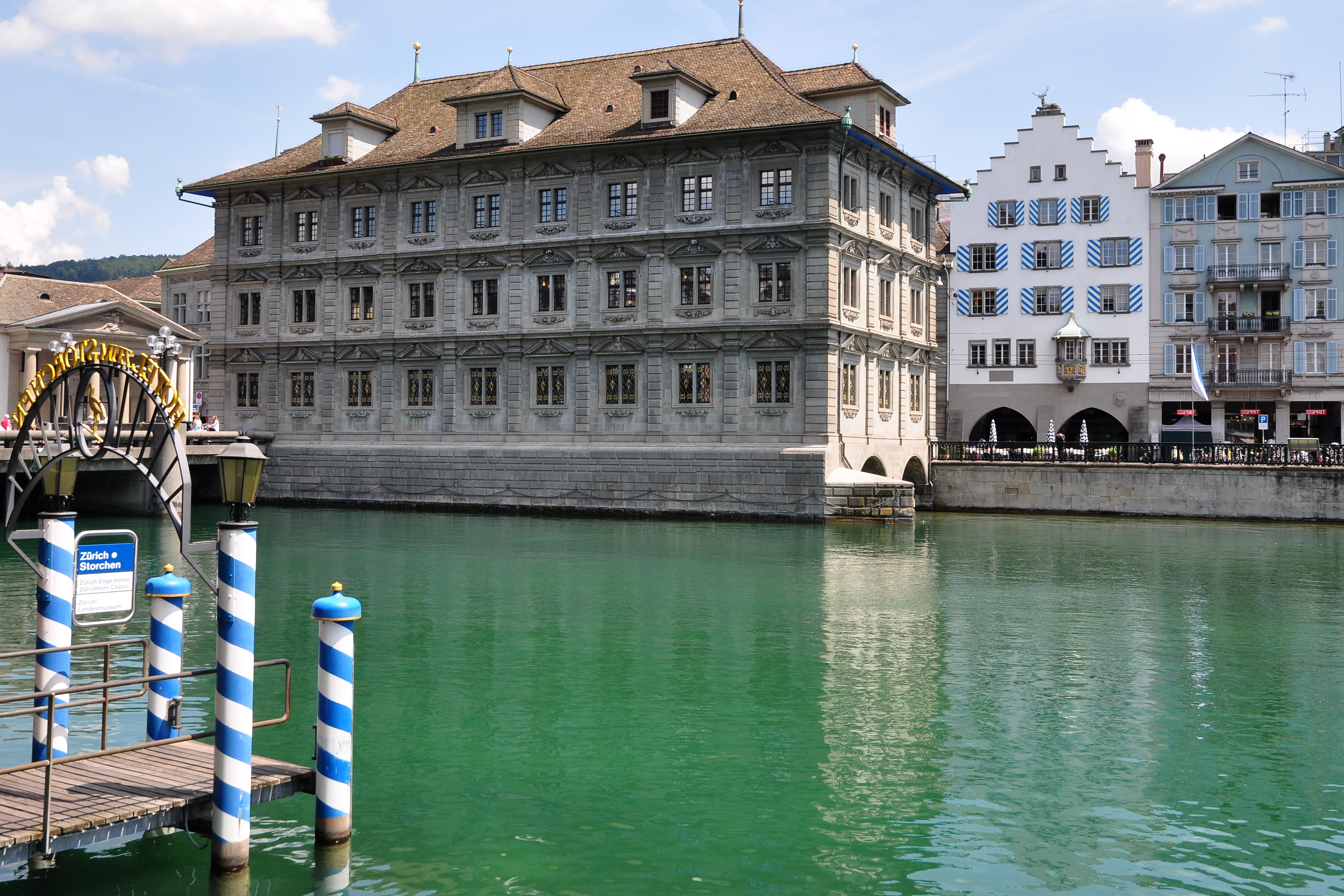
De oude raadzaal van Zürich
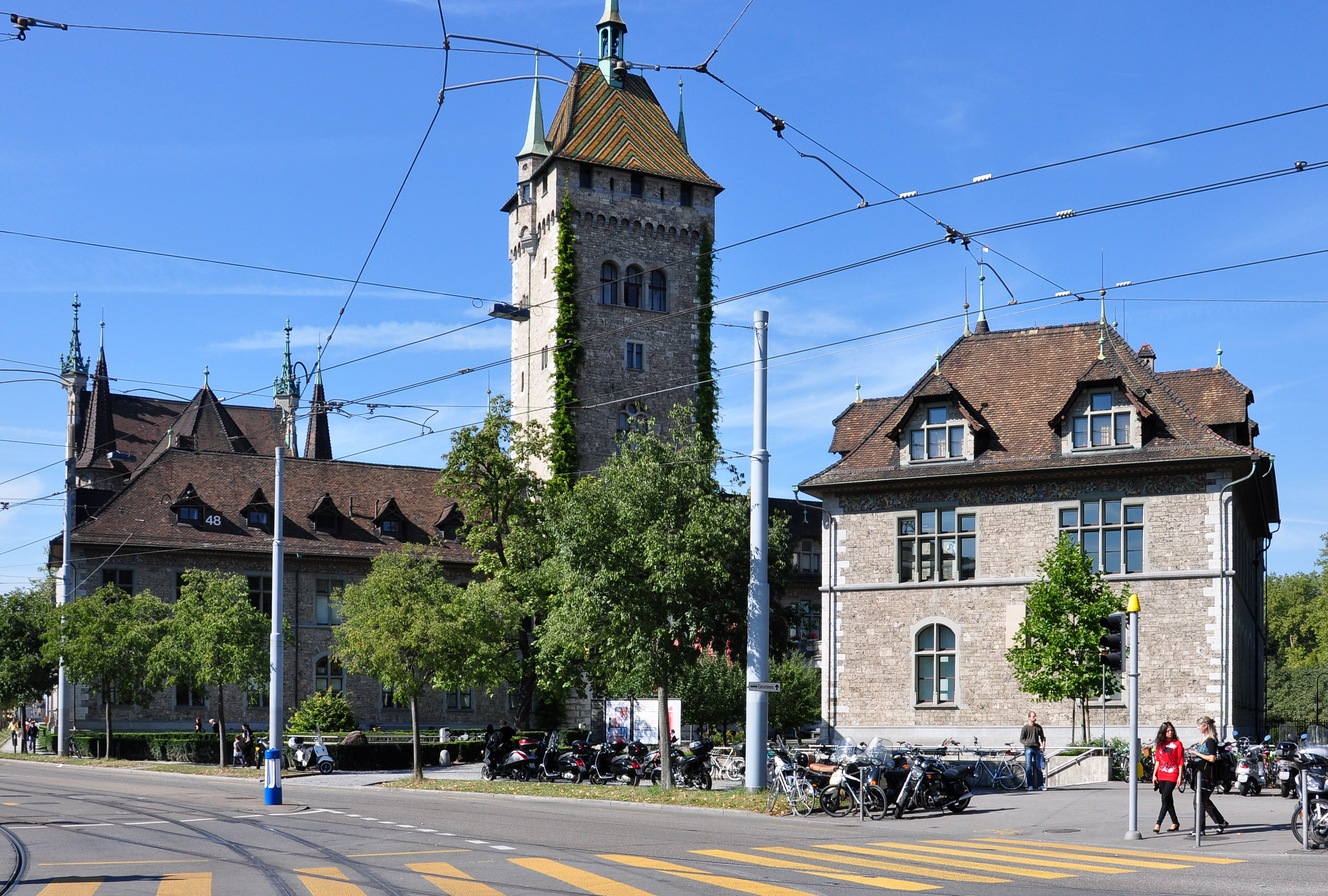
Landesmuseum
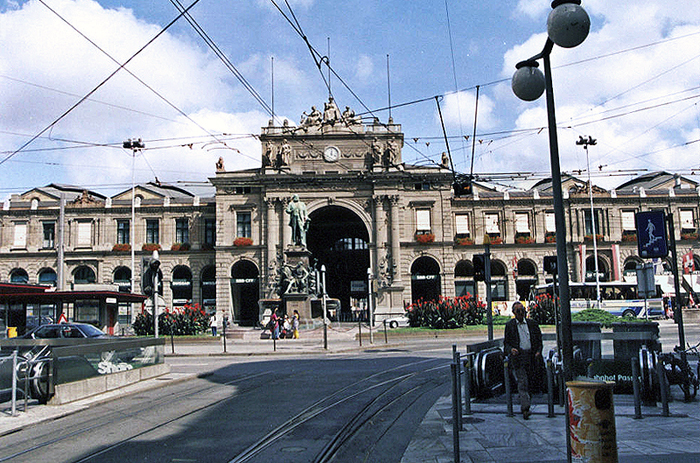
Station
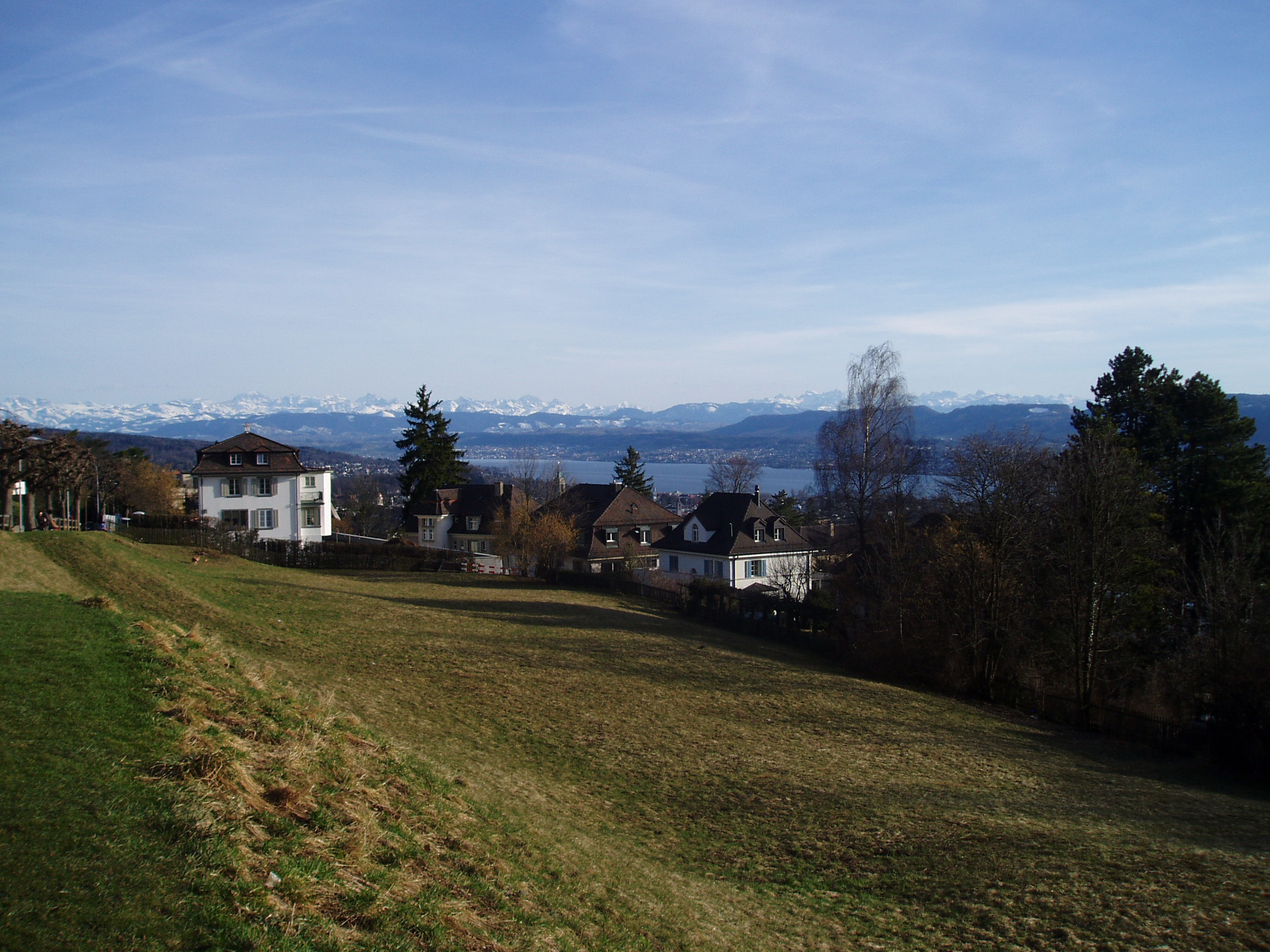
Uitzicht over Zürich vanaf Zürichberg
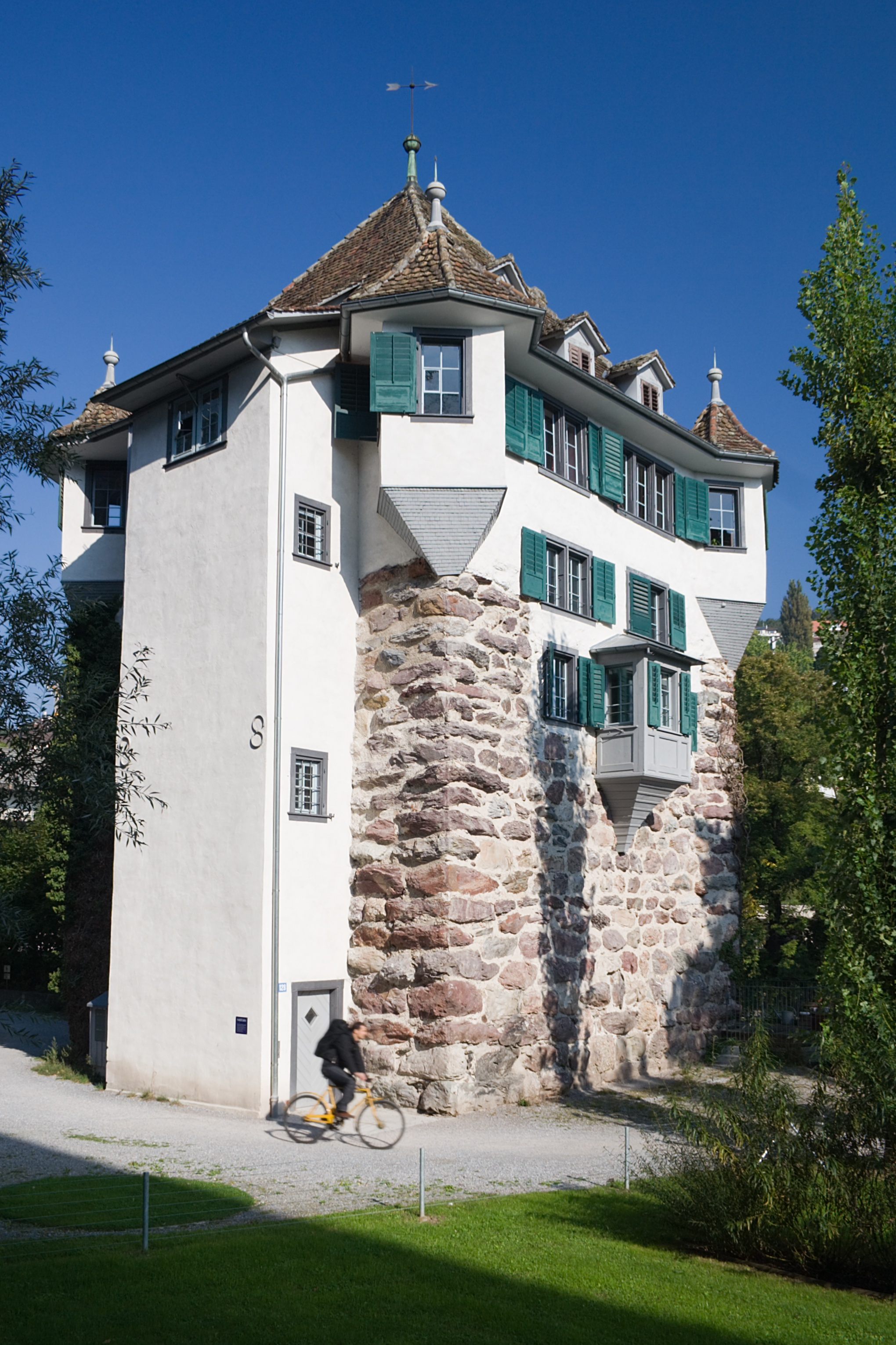
De Hard-toren

## Kunst en cultuur

### Musea
- Landesmuseum Zürich
- Kunsthaus Zürich
- Kunsthalle Zürich
- Migros Museum für Gegenwartskunst
- Museum Rietberg

## Verkeer en vervoer
Zürich is een belangrijk verkeersknooppunt in Zwitserland. Het station Zürich Hauptbahnhof heeft rechtstreekse treinverbindingen in alle windrichtingen, alsmede met bijvoorbeeld Duitsland, Oostenrijk, Frankrijk en Italië. Even buiten de stad ligt de internationale Luchthaven Zürich.
Zürich zelf heeft een dicht en efficiënt netwerk van openbaar vervoer dat bestaat uit (trolley-)bussen, trams en de S-Bahn, het netwerk van regionale treinen. Daarnaast telt de stad 4 bergspoorlijnen: de Polybahn en Seilbahn Rigiblick (kabelspoorwegen), de Uetlibergbahn (normaalspoor) en de Dolderbahn (tandradspoorweg).
Over de weg is Zürich vanuit Bazel, Bern en Genève te bereiken over de A1. De A4 zorgt voor een verbinding met Schaffhausen, Stuttgart en Luzern. Via de A3 staat de stad in verbinding met de omgeving van Chur en Graubünden.

## Sport
Van 1914 tot en met 2006 was Zürich start- en finishplaats van de eendaagse wielerwedstrijd het Kampioenschap van Zürich (Duits: Züri Metzgete of Meisterschaft von Zürich). Zowel de wereldkampioenschappen wielrennen van 1923, 1929, 1946 als 2024 werden in Zürich georganiseerd. In 1929 won de Belg Georges Ronsse er de wegwedstrijd voor beroepsrenners. In 1946 was het de beurt aan de Zwitser Hans Knecht.
Zürich is één keer etappeplaats geweest in de wielerkoers Ronde van Frankrijk. De Fransman André Darrigade won er in 1955 de etappe. Naast wedstrijden op de weg vonden in Zürich zevenmaal de Wereldkampioenschappen baanwielrennen plaats; in 1923, 1929, 1936, 1946, 1953, 1961 en 1983.
Daarnaast was Zürich in 2002 gastheer van de Europese kampioenschappen mountainbike. In 2006 was Zürich een van de vijf speelsteden tijdens het EK handbal (mannen).
Het hoofdkantoor van de wereldvoetbalbond FIFA is sinds 1932 in de stad gevestigd, sinds 2005 in een nieuw gebouw aan de FIFA-Straße. De meervoudige Zwitserse landskampioenen Grasshopper Club Zürich en FC Zürich zijn de belangrijkste voetbalclubs van de stad. Het stadion Hardturm
was de thuisbasis van Grasshopper Club Zürich en werd gebruikt toen Zürich in 1954 speelstad was voor het WK voetbal. Letzigrund is sinds 2007 het grootste sportstadion van de stad. Zowel FC Zürich heeft het stadion als Grasshopper Club Zürich hebben het stadion als thuisbasis. Tevens werden er wedstrijden gespeeld voor het Europees kampioenschap voetbal 2008.
Zürich was gastheer van het WK ijshockey in 1939, 1998 en 2009.
Letzigrund beschikt over een atletiekbaan. Jaarlijks wordt er de internationale atletiekwedstrijd Weltklasse Zürich georganiseerd. Verder zijn er in 2014 de Europese kampioenschappen atletiek gehouden.

## Stedenbanden
- Kunming (China)
- San Francisco (Verenigde Staten)